# Los Angeles Sparks 2003
La stagione 2003 delle Los Angeles Sparks fu la 7ª nella WNBA per la franchigia.
Le Los Angeles Sparks vinsero la Western Conference con un record di 24-10. Nei play-off vinsero la semifinale di conference con le Minnesota Lynx (2-1), la finale di conference con le Sacramento Monarchs (2-1), perdendo poi la finale WNBA con le Detroit Shock (2-1).

## Roster
| N° | Naz.                    | Ruolo | Sportivo           | Anno | Alt. | Peso |
| -- | ----------------------- | ----- | ------------------ | ---- | ---- | ---- |
| 00 | Stati Uniti (bandiera)  | A     | Latasha Byears     | 1973 | 180  | 93   |
| 4  | RD del Congo (bandiera) | G     | Mwadi Mabika       | 1976 | 180  | 75   |
| 8  | Stati Uniti (bandiera)  | C     | DeLisha Milton     | 1974 | 185  | 75   |
| 9  | Stati Uniti (bandiera)  | C     | Lisa Leslie        | 1972 | 196  | 77   |
| 10 | Stati Uniti (bandiera)  | G     | Nicky McCrimmon    | 1972 | 173  | 57   |
| 13 | Stati Uniti (bandiera)  | G     | Sophia Witherspoon | 1969 | 178  | 66   |
| 20 | Stati Uniti (bandiera)  | G     | Shaquala Williams  | 1980 | 168  | 61   |
| 21 | Stati Uniti (bandiera)  | G     | Tamecka Dixon      | 1975 | 175  | 67   |
| 22 | Stati Uniti (bandiera)  | AC    | Jennifer Gillom    | 1964 | 191  | 82   |
| 31 | Stati Uniti (bandiera)  | A     | Vanessa Nygaard    | 1975 | 185  | 79   |
| 34 | Stati Uniti (bandiera)  | C     | Jenny Mowe         | 1978 | 196  | 105  |
| 34 | Stati Uniti (bandiera)  | A     | Lynn Pride         | 1978 | 188  | 82   |
| 42 | Stati Uniti (bandiera)  | G     | Nikki Teasley      | 1979 | 183  | 75   |
| 51 | Stati Uniti (bandiera)  | C     | Rhonda Mapp        | 1969 | 188  | 86   |
| 54 | Stati Uniti (bandiera)  | C     | Chandra Johnson    | 1981 | 191  | 84   |

## Staff tecnico
Allenatore: Michael Cooper

Vice-allenatori: Karleen Thompson, Ryan Weisenberg

Preparatore atletico: Sandee Teruya